# Ozan Ata Canani

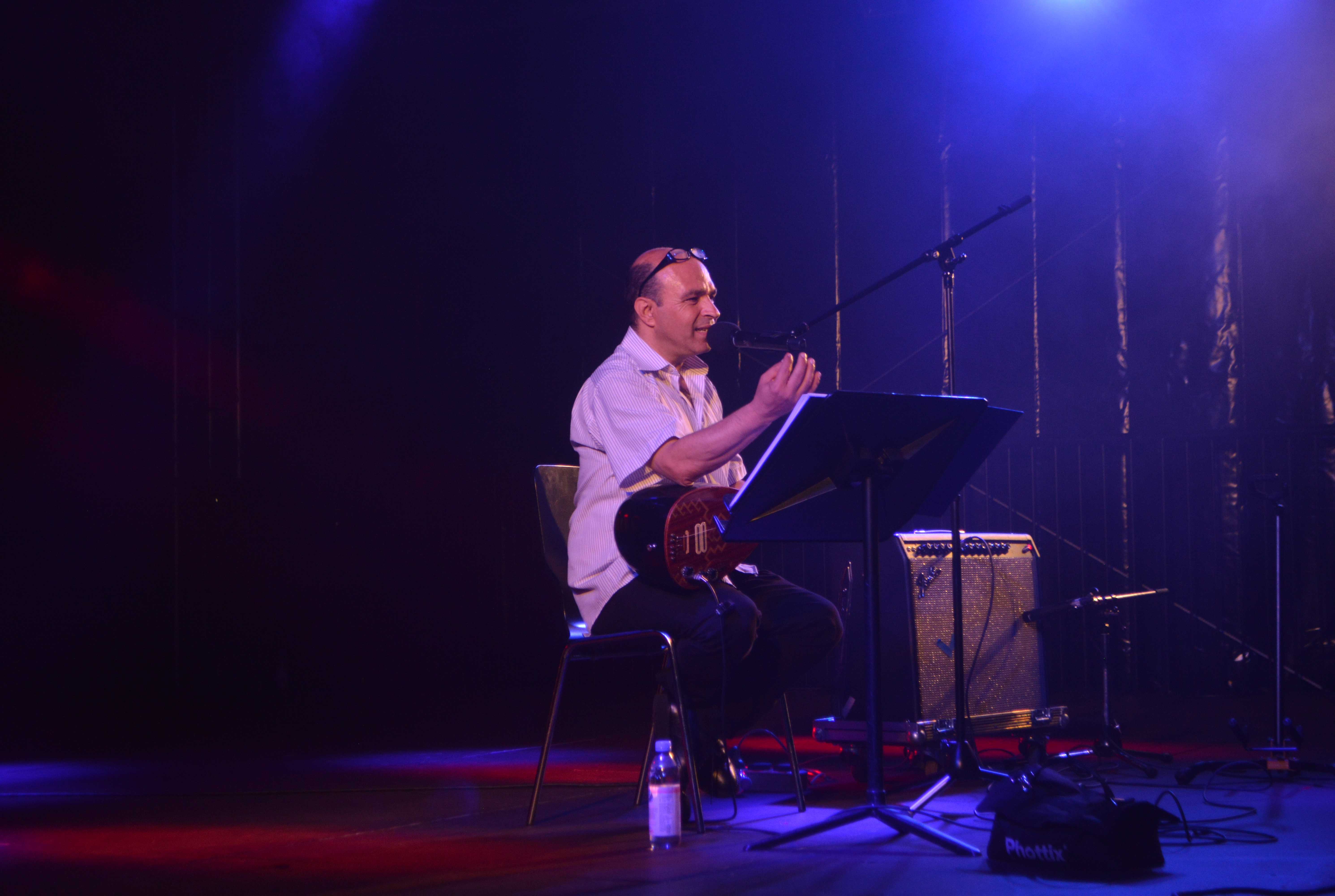
Canani am 16. Juli 2021 im Haus der Kulturen der Welt (HKW)

Ata Canani (* 1963 in Kahramanmaraş) ist ein türkisch-deutscher Musiker.

## Leben
Ata Canani wurde 1963 in der anatolischen Provinz Kahramanmaras geboren. Cananis Vater war ein Bauer und kam 1971 als Gastarbeiter nach Deutschland und arbeitete als Schweißer. Zu diesem Zeitpunkt war Canani elf Jahre alt. Er wollte damals lieber bei seinen Großeltern aufwachsen, weshalb er bis dahin zu seinen Eltern keine enge Bindung hatte. Sein Vater schenkte ihm, damit er nach Deutschland nachkommt, eine Bağlama. Dies ist eins der wichtigsten traditionellen türkischen Musikinstrumente. Canani folgte 1975 im Alter von 12 Jahren nach Bremerhaven, anschließend zog er nach Köln und später Leverkusen. Nach seinem Realschulabschluss arbeitete er in verschiedenen Firmen der Elektrobranche.
Bereits mit 14 spielte Canani auf türkischen Familienfeiern Lieder, die er selber komponiert hatte. Er sang sowohl auf Türkisch, als auch auf Deutsch über die schlechten Arbeitsbedingungen der Gastarbeiter, die Sehnsucht nach der Heimat, aber auch Rassismus. Sein bekanntestes Stück „Deutsche Freunde“ schrieb er mit 15 Jahren, es zählt zu den ersten Liedern, die von einem Sohn eines Gastarbeiters auf Deutsch gesungen wurden. Es ist eine Anlehnung an einen Satz des Schriftstellers Max Frisch: „Man hat Arbeitskräfte gerufen, und es sind Menschen gekommen“. Kurze Zeit später wurde Canani in Fernsehbeiträgen porträtiert, aber ein Durchbruch gelang ihm bis dahin nicht. Ende der Siebziger Jahre ist er Teil der türkischen Band Die Kanaken um Cem Karaca. Als Karaca aus dem politischen Asyl in Deutschland in die Türkei zurückkehrt, treten er und der Rest der Band als Die Kanaken 2 auf. Sein Song „Deutsche Freunde“ wurde 2013 auf dem Sampler „Songs of Gastarbeiter“ aufgenommen, welcher beim Münchener Label Trikont erschien. 2021 wurden die wichtigsten Lieder seines Lebens auf seinem ersten Album „Warte mein Land, warte“ neu eingespielt und beim Staatsakt.-Sublabel Fun In The Church veröffentlicht.
Im Juni 2025 erscheint Ata Cananis zweites Studioalbum mit dem Titel "Die Demokratie". Beteiligt am Album sind die Kölner Indie-Band Locas In Love, Jerome Bugnon von Seeed, DJ Bey oder die Londoner Percussionistin RENU. 

## Musikalischer Stil
Cananis Songs sind eine Mischung aus Krautrock, Pop und traditioneller anatolischer Musik. In deutscher Sprache beinhalteten seine Lieder Probleme von Personen mit weniger Privilegien. In „Deutsche Freunde“ geht es um die Behandlung von Gastarbeitern in Deutschland, die nicht als Maschinen, sondern als Menschen gekommen seien. In den 70er Jahren schuf Canani einen völlig neuen Stil. Inhaltlich wolle Canani mit seiner Musik Menschen näher zusammenbringen und ein Verständnis füreinander ermöglichen. Er machte mit seiner Musik den Global Pop aus der Türkei in Deutschland zugänglich. Zu seinen musikalischen Vorbildern zählt er Aşık Mahzuni Şerif.

## Diskografie
Album
- 2021: Warte mein Land, warte (Fun in The Church)
- 2025: Die Demokratie (Fun In The Church)